# Kirchnerismo

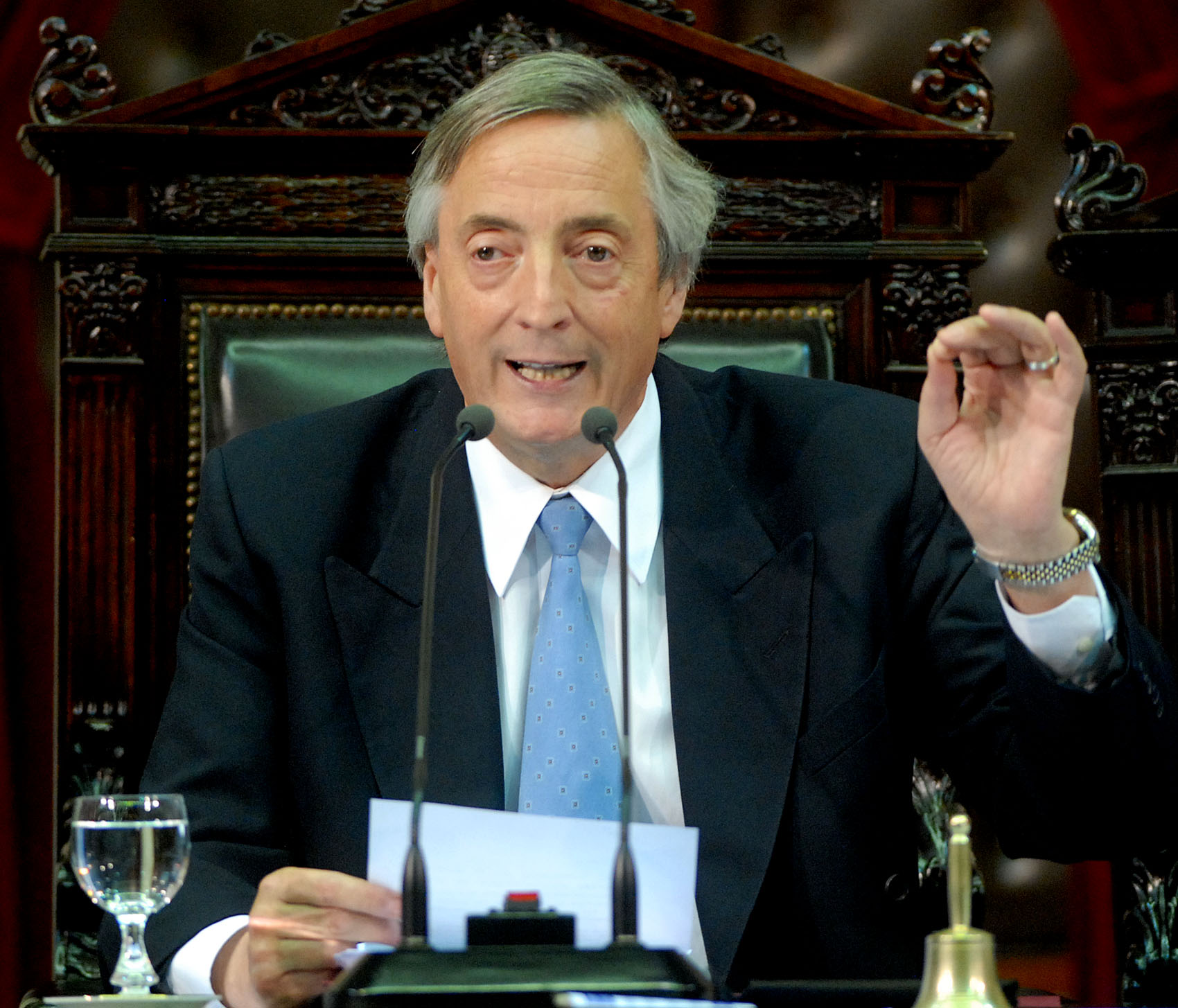
Néstor Kirchner, leader storico del Kirchnerismo

Il kirchnerismo è una corrente politica argentina peronista che appoggia l'azione politica del presidente Néstor Carlos Kirchner (2003-2007, deceduto nel 2010) e Cristina Fernández de Kirchner, moglie del primo, presidente dal 2007 al 2015.
Gli oppositori del kirchnerismo sono definiti come anti-kirchneristi.
La maggior parte delle forze politiche dell'Argentina si sono divise in kirchneristi e anti-kirchneristi: peronismo, radicalismo (conosciuti come Radicali K), socialismo, cristianesimo democratico, ecc. I settori kirchneristi si riconoscono dall'utilizzo della lettera K.

## Ideologia
Complessivamente il kirchnerismo può essere definito come un movimento che si presenta come appartenente alla socialdemocrazia e al socialismo democratico. Il kirchnerismo adopera un discorso in forte sintonia con l'Internazionale Socialista e con i governi di centrosinistra di Cile, Brasile (eccezion fatta con la presidenza di Jair Bolsonaro tra il 2019 e il 2023), Uruguay e quelli più radicali come i governi di Venezuela, Cuba, Bolivia ed Ecuador.

## Caratteristiche

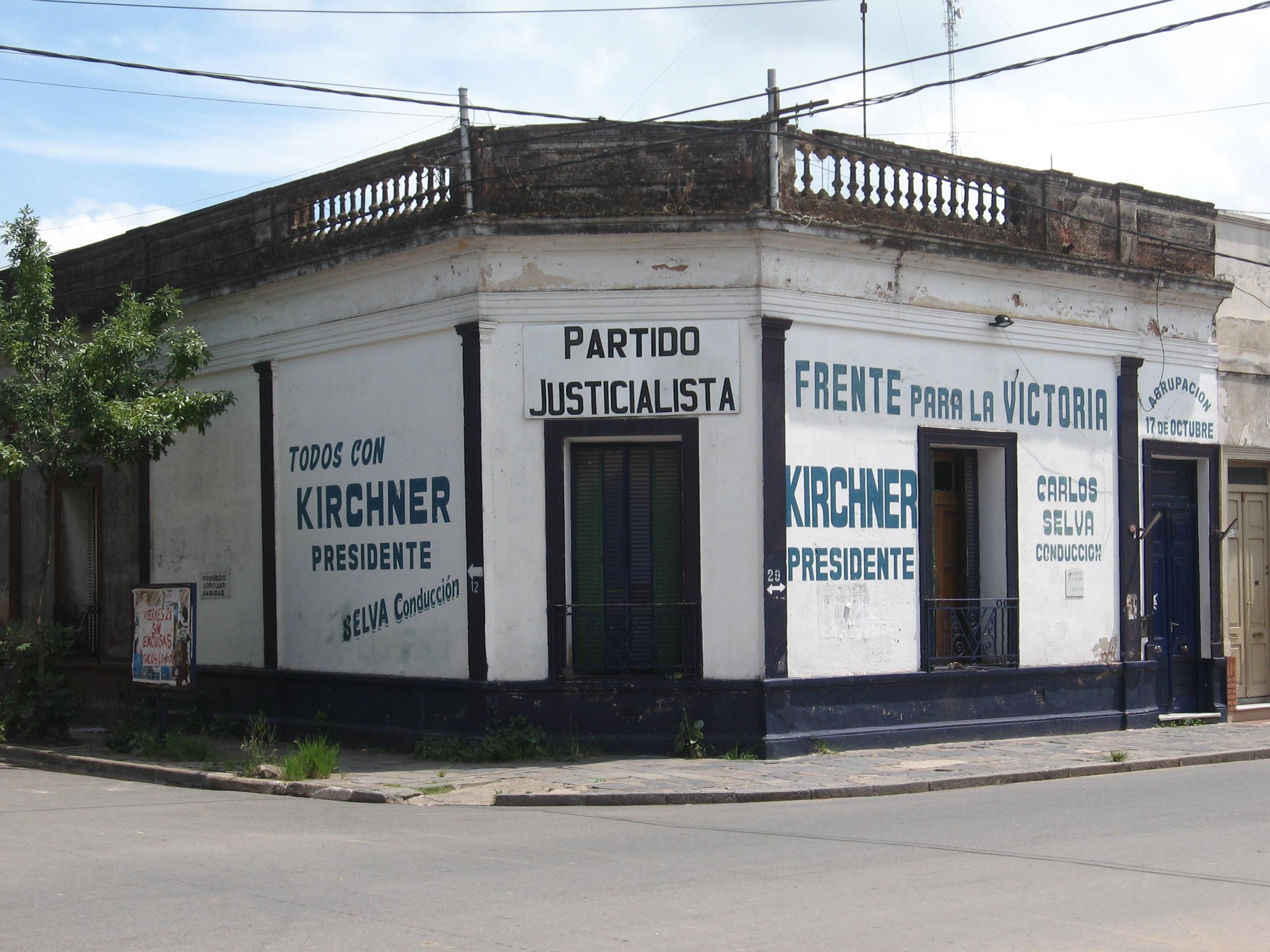
Sede del PJ che appoggia Kirchner

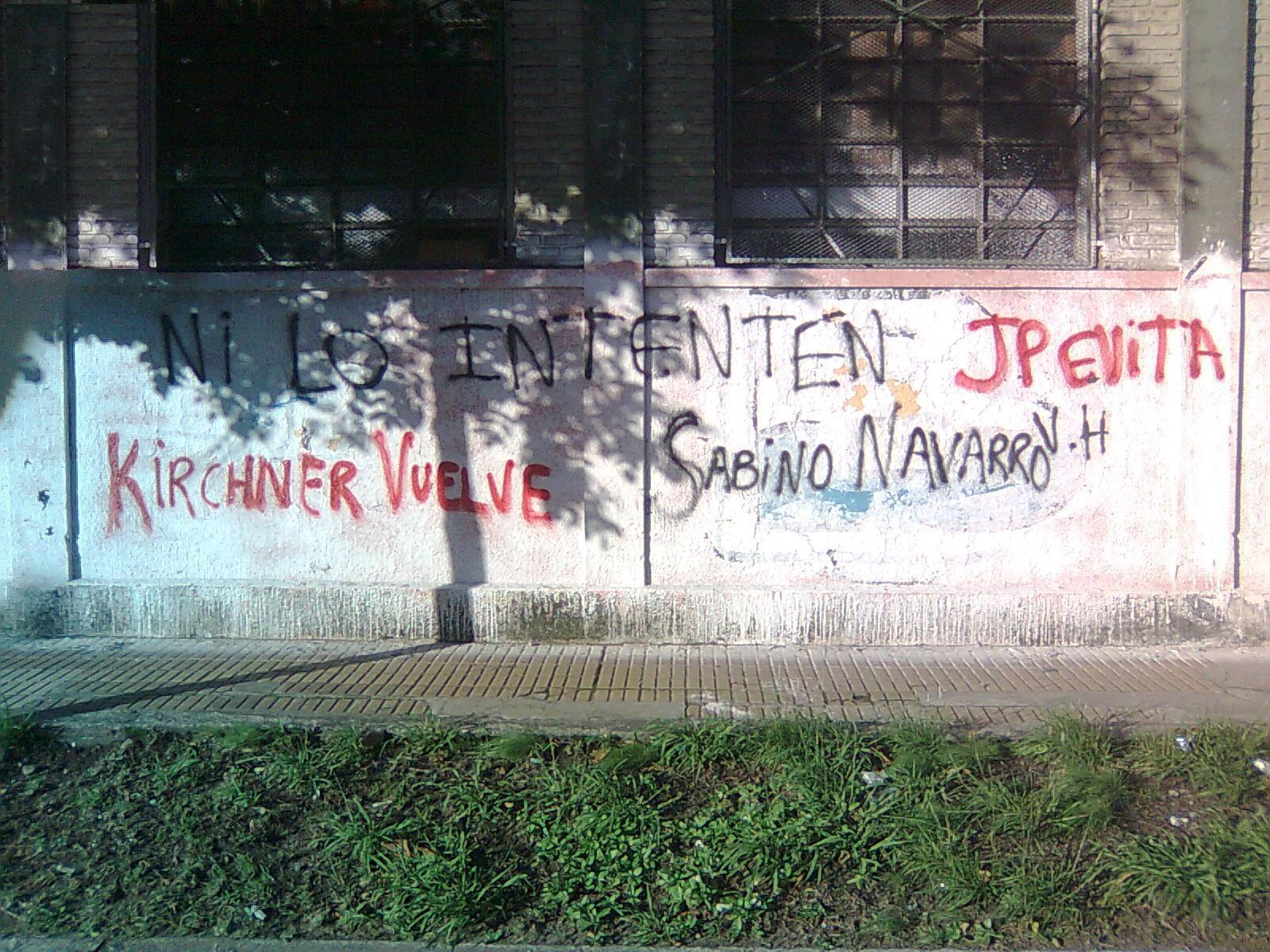
Graffiti di sostegno al Néstor Kirchner disegnati dai gruppi Sabino Navarro y la JP Evita

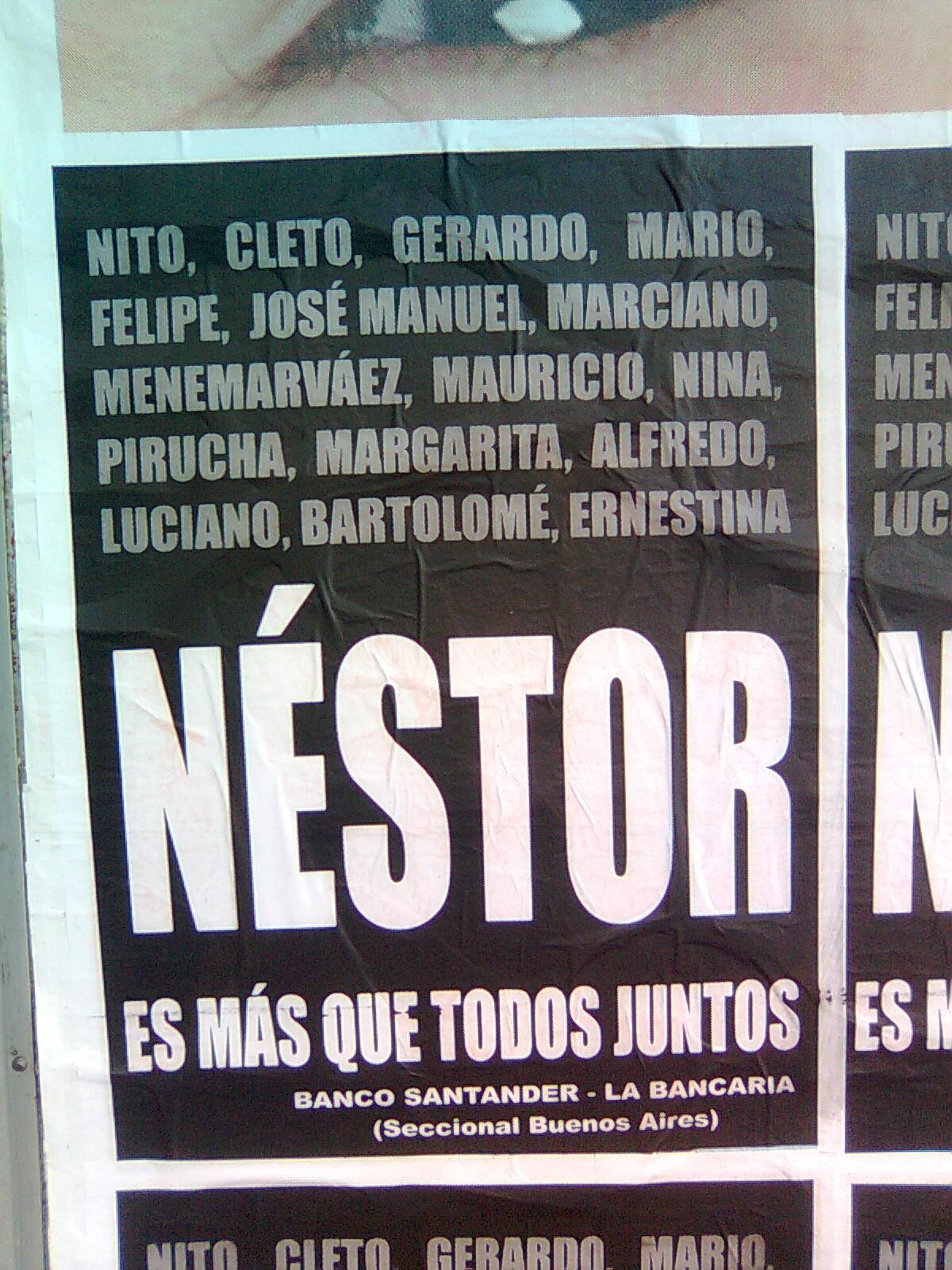
Appoggio a Kirchner dagli iscritti al sindacato degli impiegati di banca.

- Sinistra peronista: sia Néstor Kirchner che Cristina Fernández provengono dalla corrente di sinistra del movimento peronista. Entrambi hanno militato negli anni '70 nella Juventud Peronista, vincolata all'organizzazione guerrigliera Montoneros. Molti esponenti della destra hanno criticato questa appartenenza a movimenti estremisti.
- Diritti umani: il kirchnerismo si definisce come difensore dei diritti umani specialmente quelli calpestati durante il Processo di Riorganizzazione Nazionale (1976-1983) e critica le leggi di impunità e di riconciliazione approvate durante i governi di Raúl Alfonsín (1983-1989) e Carlos Menem (1989-1999). Fra i sostenitori de los Kirchner troviamo le Madri di Plaza de Mayo. Il Kirchnerismo è stato però accusato di rallentare i procedimenti di indagine sui delitti commessi durante il periodo della dittatura.[1]
- Rifiuto del neoliberismo: il kirchnerismo si definisce come oppositore alla politiche neoliberali adottate dai governi di Carlos Menem e dal suo successore Fernando de la Rúa (1999-2001), considerate come la principale causa della crisi argentina del 2001. Tuttavia durante il periodo in cui ha ricoperto la carica di governatore della Provincia di Santa Cruz è stato uno dei promotori della privatizzazione dell'YPF (compagnia petrolifera argentina).
- Sviluppo industriale: il kirchnerismo è sostenitore dello sviluppo industriale dell'Argentina.
- Rifiuto dei Trattati di libero commercio: il kirchnerismo si oppone alla ratifica dei trattati bilaterali e multilaterali con gli Stati Uniti.  Kirchner ha rifiutato la firma dell'ALCA durante il vertice delle Americhe tenutosi proprio in Argentina e proposto dal presidente Bush.[2]
- Difesa del Mercosur: il kirchnerismo si è mostrato come uno dei sostenitori del Mercosur e dell'UNASUD.
- Relazioni estere: il kirchnerismo tradizionalmente è alleato con i paesi anti-neoliberali dell'America Latina come Venezuela, Cuba, Bolivia ed Ecuador. I Kirchner hanno stabilito forte relazioni con i governi progressisti di Cile e Brasile. A livello internazionale il kirchnerismo è un membro della Progressive Governance Conference, l'organizzazione che riunisce i governi progressisti del Mondo tra cui Cile, Uruguay, Brasile, Stati Uniti, Gran Bretagna, Spagna e Norvegia oltre che numerosi partiti di opposizione d'Italia, Nuova Zelanda ed altri paesi.
- Politiche "progressiste" in materia di natalità e sessualità. Il kirchnerismo si è mostrato favorevole all'adozione di politiche progressiste per il controllo della natalità e della sessualità, provocando l'opposizione della Chiesa cattolica.[3]
- Crítiche dell'opposizione. Diversi partiti di opposizione specialmente la Coalición Cívica, principale forza di opposizione di centro-sinistra, e l'Unione Civica Radicale (centro), che dopo un iniziale appoggio si è opposta al governo dei Kirchner, hanno criticato il metodo definito "autoritario" del governo accusando Kirchner di essere "fascista" (in quanto parte della famiglia peronista) e corrotto[4].

## Presidenza di Néstor Kirchner
Néstor Kirchner è diventato presidente dell'Argentina nel mese di maggio del 2003, a seguito della rinuncia dell'ex presidente Carlos Menem a partecipare al ballottaggio con Kirchner, nonostante fosse arrivato primo con il 24% contro il 22% di Kirchner. In ogni caso tutti i sondaggi davano a Kirchner una percentuale di intenzioni di voto superiori al 60%, e fu per questo motivo che Menem rinunciò alla corsa presidenziale.
Non appena insediatosi, Kirchner nominò ministro dell'Economia Roberto Lavagna, che aveva già ricoperto tale carica nel governo precedente di Eduardo Duhalde. Kirchner e Lavagna attuarono una politica economica eterodossa, contraria alle strategie neoliberiste, che nel corso del tempo si erano rivelate fallimentari, intraprese da Carlos Menem e successivamente da Fernando de la Rúa. Con il nuovo corso di politica economica il Paese ha conosciuto una fase di grande espansione economica, con una crescita del PIL intorno all'8-10% annuo e con un grande calo della povertà, che scese fino al 23,2% della popolazione nel secondo semestre del 2006, mentre nel mese di novembre del 2002 aveva raggiunto il 60% della popolazione. Kirchner favorì la nazionalizzazione di molte compagnie nazionali ed internazionali appartenenti a privati.
Sul piano della politica interna, favorì i processi contro i responsabili della dittatura tra il 1976-1983, nel cosiddetto Processo di Riorganizzazione Nazionale promosso dai generali argentini. Sostenne politiche progressiste pure nel campo della sanità e dei diritti civili, anche a favore degli omosessuali, suscitandosi l'ira della Conferenza Episcopale Argentina.
In politica estera Kirchner si allontanò progressivamente dagli Stati Uniti d'America e dal suo presidente George W. Bush, avvicinandosi ai presidenti antiliberisti dell'America Latina come Hugo Chávez, Fidel Castro, Luiz Inácio Lula da Silva. Stabilì forti legami anche con i presidenti del Cile Ricardo Lagos e Michelle Bachelet.
La popolarità di Kirchner fu una delle più elevate nella storia dell'Argentina, seconda solo a quella di Juan Domingo Perón, toccando il 90% nei primi mesi del suo mandato, calata poi al 70 ed infine al 50% alla fine del suo mandato. Kirchner non si presentò alle successive elezioni, lasciando posto alla moglie, Cristina Fernández.

## Presidenza di Cristina Fernández

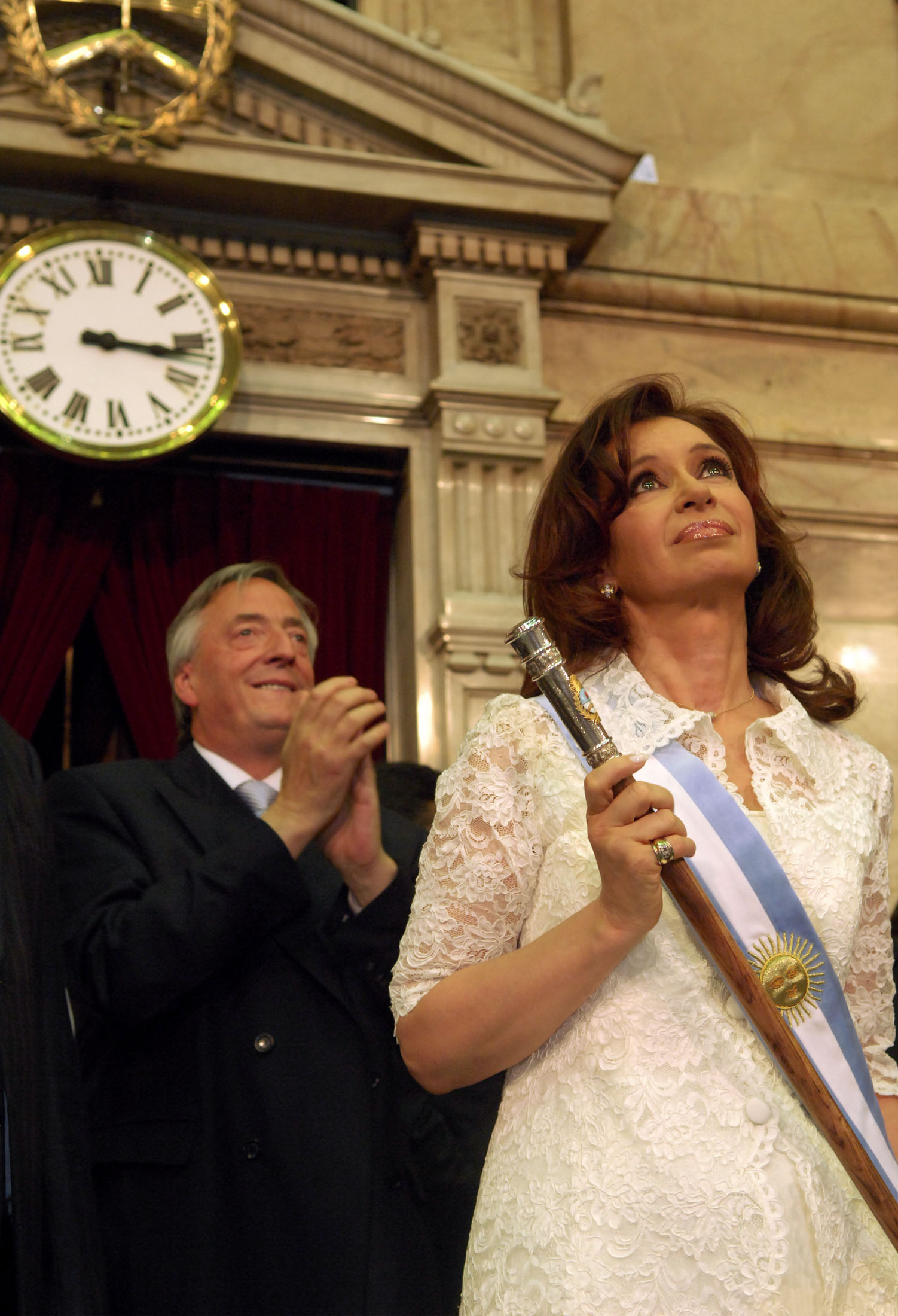
Cristina Fernández assume la Presidenza argentina succedendo al marito, 10 dicembre 2007.

Cristina Fernández de Kirchner ha ottenuto il 45,29% dei voti al primo turno, divenendo la seconda presidente donna della nazione ma la prima eletta dalla volontà popolare e proseguendo la politica del marito e guidando il Frente para la Victoria, il partito fondato da Néstor Kirchner. Il 10 dicembre 2007 si è insediata alla Casa Rosada.
Tra le prime proposte approvate dal nuovo governo le più importanti sono: la nazionalizzazione delle Aerolíneas Argentinas ed i fondi pensionistici. Il più importante e controverso dei provvedimenti presi dal nuovo governo è l'aumento delle imposte di esportazione della soia, il principale prodotto esportato all'estero, comportando fino a 129 giorni di protesta e di sciopero da parte degli agricoltori. Tale protesta è culminata con il voto contrario al Senato su tale provvedimento, il 17 giugno 2008. Il vicepresidente Julio Cobos assieme ad alcuni senatori vicini all'ex radicale passato nelle file peroniste.
Da quel momento la Presidente si è indebolita notevolmente davanti all'opinione pubblica, calando dal 66% di popolarità a gennaio fino al 23,6% a luglio del 2008. Da agosto in poi la popolarità è assestata al 30%.
La popolarità fu in continua ascesa durante la prima presidenza, tanto da avere un 77% di immagine positiva che l'ha portata nelle primarie a vincere le elezioni con il 50% dei suffragi distaccando il secondo candidato di 38 punti percentuali.

## Peronismo antikirchnerista e l'opposizione
Molti settori del peronismo e altri partiti politici hanno criticato fortemente l'azione politica del kirchnerismo: per i peronisti dissidenti Kirchner ha tradito l'ideologia peronista tradizionale basato sull'equidistanza tra sinistra e destra e sul consociativismo mentre altre forze di opposizione come la Coalición Cívica e l'Unione Civica Radicale accusano Kirchner di populismo e di corruzione.
Elisa Carrió, leader della CC, è l'oppositrice più accanita nei confronti del kirchnerismo.

## Postkirchnerismo e sviluppi recenti
Alcuni settori d'opposizione hanno cominciato a parlare del cosiddetto postikirchnerismo se Cristina Kirchner a seguito della sconfitta nella guerra contro il settore agrario che ha provocato un calo generale della popolarità dei Kirchner di fronte all'opinione pubblica si fosse dimessa oppure nel caso avesse subito una grave sconfitta alle elezioni per il rinnovamento del congresso nel 2009. Eduardo Duhalde appoggia questa terminologia mentre la Carrió si oppone.

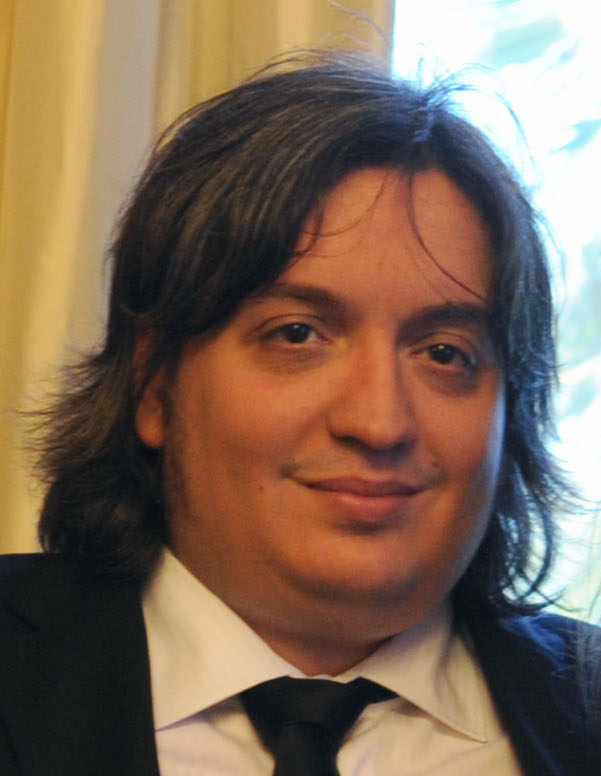
Máximo Kirchner

Dopo la fine della presidenza di Cristina Kirchner, la morte di Nestor Kirchner e la sconfitta del centrosinistra argentino nelle elezioni presidenziali del 2015, il kirchnerismo ha subito una fase di assestamento e riorganizzazione. Principali esponenti, oltre all'ex presidente, sono l'ex candidato presidenziale giustizialista Daniel Scioli, e il deputato Máximo Kirchner, figlio di Nestor e Cristina.

## Presidenza di Alberto Fernández
Alle elezioni presidenziali del 2019 il kirchnerismo ha presentato come candidato presidente Alberto Fernández e Cristina Fernández de Kirchner come vicepresidente nella coalizione Frente de Todos, erede del Fronte per la Vittoria, che ha sconfitto il presidente Mauricio Macri con il 48,24% dei voti e aggiudicandosi il mandato presidenziale dal 10 dicembre 2019. Obiettivo del nuovo corso kirchnerista  è di rilanciare l'economia nazionale e la rinegoziazione del debito con il Fondo Monetario Internazionale contratto durante la presidenza di centrodestra di Macri. L'Argentina si ritrova ad affrontare una gravosa crisi economica dovuta alla pandemia da COVID-19.